# Kameničany
Kameničany é um município da Eslováquia, situado no distrito de Ilava, na região de Trenčín. Tem 5,08 km² de área e sua população em 2018 foi estimada em 556 habitantes.

## Demografia
| Ano:        | 1994 | 2004   | 2014    | 2024   |
| ----------- | ---- | ------ | ------- | ------ |
| Broj ljudi: | 445  | 466    | 540     | 550    |
| Razlika:    |      | +4,71% | +15,87% | +1,85% |

| Ano:               | 2023 | 2024   |
| ------------------ | ---- | ------ |
| Número de pessoas: | 551  | 550    |
| Diferença:         |      | -0,18% |